# Christopher Lloyd
Christopher Lloyd (født 22. oktober 1938 i USA) er en amerikansk skuespiller.
Lloyd fik sit gennembrud som eks-hippien Jim "The Reverend" Ignatowski" i tv-serien Taxi tilbage i 1970'erne, men han er nok mest kendt som Emmett "Doc" Brown i de tre Tilbage til fremtiden-film fra 1980'erne. Og i sin 1990'erne fantastiske role som Onkel Fester i The Addams Family 1991 Og igen i Addams Family Values 1993  . I slutningen af 1990'erne medvirkede han bl.a. som gæsteskuespiller i Spin City.

## Filmografi
- Gøgereden (1975)
- Goin' South (1978)
- Taxi (1978)
- The Onion Field (1979)
- The Legend of the Lone Ranger (1981)
- Mr. Mom (1983)
- To Be or Not to Be (1983)
- Star Trek III - Jagten på Spock / Star Trek III: The Search for Spock (1984)
- The Adventures of Buckaroo Banzai Across the 8th Dimension (1984)
- Back to the Future (1985)
- Clue (1985)
- Walk Like a Man (1987)
- Track 29 (1988)
- Eight Men Out (1988)
- Who Framed Roger Rabbit (1988)
- The Dream Team (1989)
- Back to the Future Part II (1989)
- Back to the Future Part III (1990)
- DuckTales the Movie: Treasure of the Lost Lamp (1990)
- Suburban Commando (1991)
- The Addams Family (1991)
- Dennis the Menace (1993)
- Det bli'r i familien Addams (1993)
- Angels in the Outfield (1994)
- Camp Nowhere (1994)
- Bøgernes herre (1994)
- Radioland Murders (1994)
- Things to Do in Denver When You're Dead (1995)
- Quicksilver Highway (1997)
- Anastasia (1997)
- The Real Blonde (1997)
- My Favorite Martian (1999)
- Alice in Wonderland (1999)
- Baby Geniuses (1999)
- Man on the Moon (1999)
- It Came From the Sky (1999)
- Wit (2001)
- When Good Ghouls Go Bad (2001)
- Kids World (2001)
- Interstate 60 (2002)
- Wish You Were Dead (2002)
- I Dream (TV show) (2004)
- Stacked (2005)
- Here Comes Peter Cottontail: The Movie (2005)
- A Perfect Day (2006)
- Foodfight! (2012)